# AirExplore

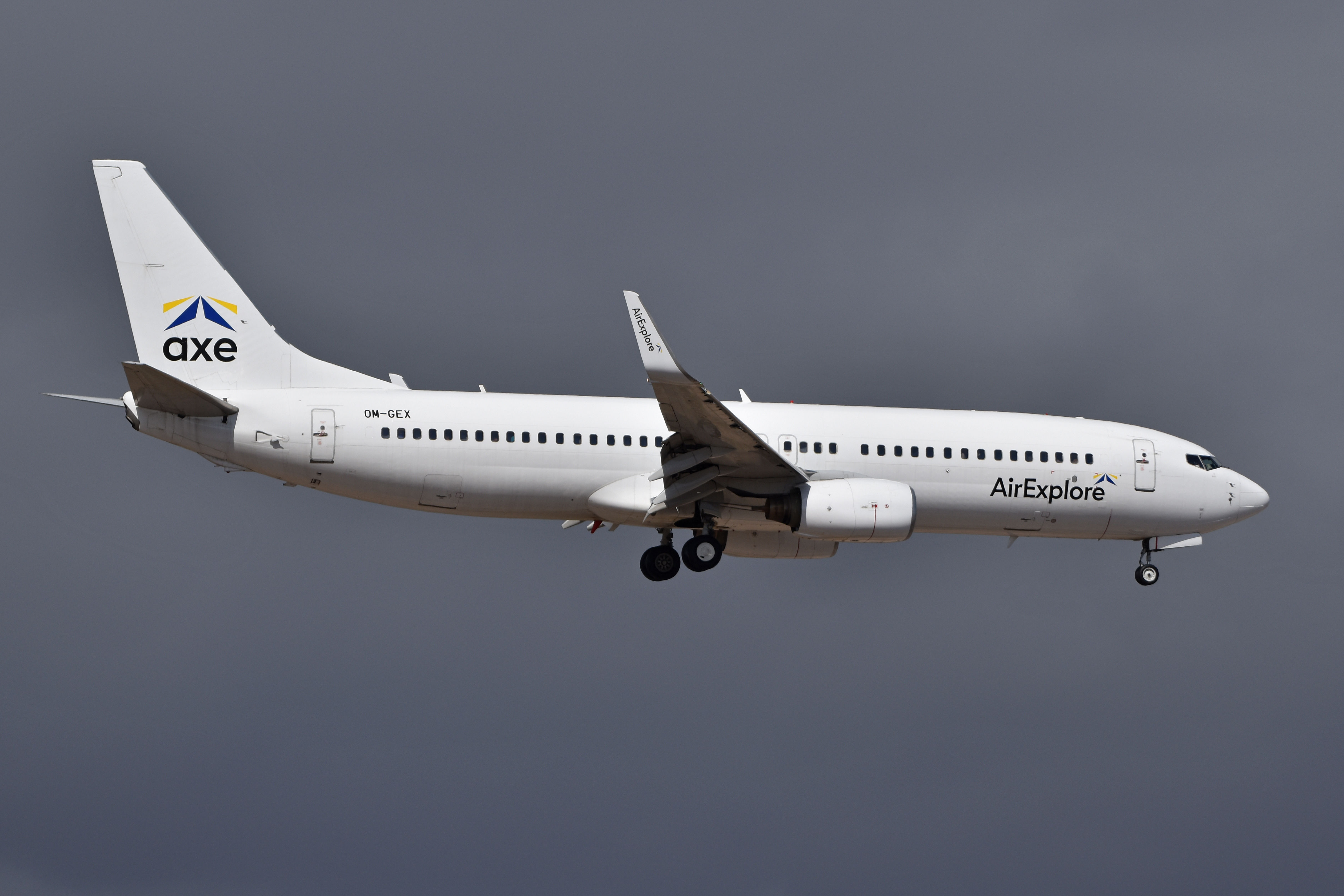
Boeing 737-8AS d'Air Explore

AirExplore est une compagnie aérienne de charter slovaque basée à Bratislava, spécialisée dans l'affrètement d'avions avec équipage. Elle vole pour des compagnies comme Transavia, Condor, Vueling etc.

## Histoire
En 2010 est créée AirExplore, Ltd. La même année, la compagnie obtient son AOC. Elle reçoit également son premier Boeing 737-400 immatriculé OM-AEX. 
Le second Boeing 737-400 immatriculé OM-BEX rejoint la flotte en 2011. Le troisième avion du même type arrive l'année suivante (OM-CEX). La flotte se développe avec l'arrivée de Boeing 737-300 et 737-400 les années suivantes. Un centre de maintenance de la compagnie est créé.
En 2014, la compagnie entreprend le renouvellement de sa flotte avec l'arrivée de Boeing 737-800 de nouvelle génération.
En 2016, Air Explore obtient la certification IOSA. Le certificat OEA est décroché en 2018. La compagnie déménage dans de nouveaux locaux.
En 2019, elle dévoile des nouveaux uniformes pour ses employés. La livrée a également évolué depuis la réception de ses premiers Boeing. Elle obtient par ailleurs la certification ETOPS et n'opère plus que des Boeing 737NG.

## Flotte

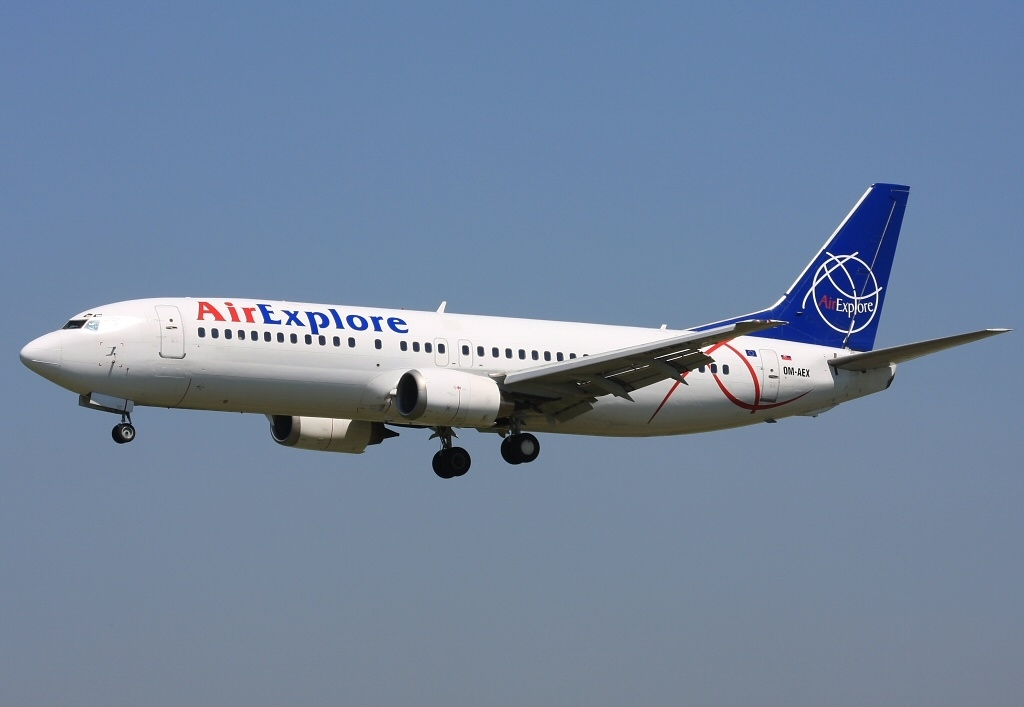
Ancien Boeing 737-400 d'AirExplore

En mai 2021, la flotte d'AirExplore se compose des appareils suivants :
La compagnie a par le passé opéré des Boeing 737-400.